# Grimma
Grimma település Németországban, azon belül Szászország tartományban. Lakosainak száma 28 269 fő (2023. december 31.). Grimma Trebsen/Mulde, Wurzen, Wermsdorf, Mügeln, Leisnig, Colditz, Bad Lausick, Otterwisch, Parthenstein és Naunhof községekkel határos.

## Fekvése
Lipcsétől délkeletre, Großbothentől 6 km-rel északra fekvő település.

## Története

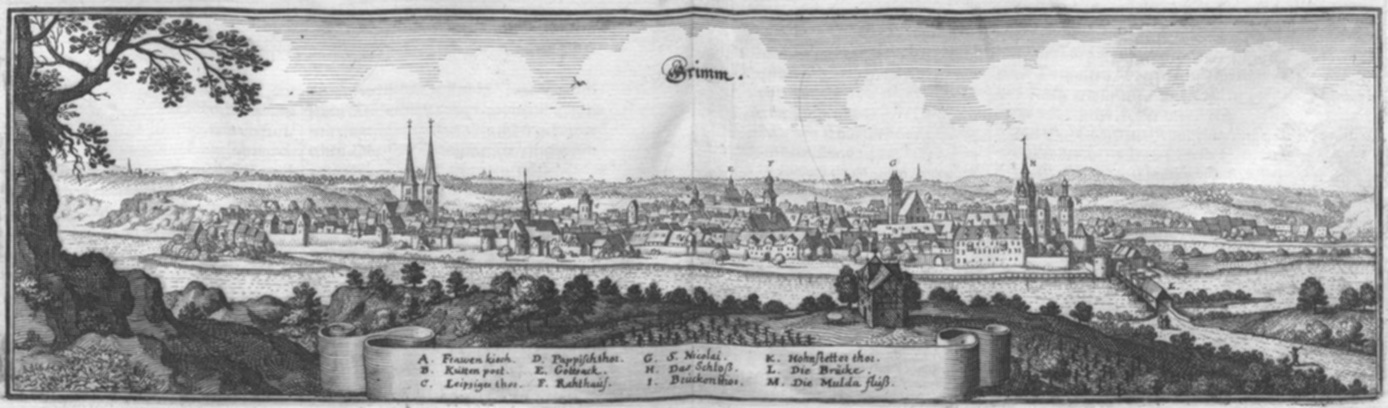
Grimma 1650-ben

Grimmát német telepesek alapították 1170-ben, bár neve szláv eredetű: "Kremene" szorb nyelven köveket jelent. 1220-ban kapott városjogot Dietrich meisseni őrgróftól, majd a várost 1241-ben kettős falgyűrűvel vették körül.
A város már az alapítása utáni első századoktól szépen fejlődött. Lakosai kereskedők, iparosok, halászok, tutajosok voltak. Grimmába Lipcsétől egyenes út vezetett, itt volt az átkelőhely a Mulde folyón Meißen felé. Erre vezetett a fontos Hohe Strasse; a Muldén 1292-ben hidat is építettek.
Grimma már a 13. században jelentős piac volt, lakosai őrgrófi privilégium alapján ellátták a kelet felé utazó kereskedők kíséretét. A 14. századtól azonban a közeli Lipcse mind jobban túlszárnyalta szomszédos vetélytársát. Ekkor indult fejlődésnek a mezőgazdaság és az ipar; a 15. században Grimma kendőkészítő város lett, majd a sörgyártás indult fejlődésnek.
Az 1800-as években a város gyorsan iparosodott, a 20. század közepére főleg a textilipar, a villamosipari gépgyártás, a kesztyűkészítés és a papírgyártás volt jellemző a városra.

## A város rövid leírása
A trapéz alaprajzú város a Mulde folyó bal partján épült. A folyóparton még láthatók régi városfalának egyes maradványai. A felső város központja a déli részén elhelyezkedő piactér, Baderplan, melytől rövid utca vezet a város legfontosabb műemlékéhez a Miasszonyunk templomához (Unser-Lieben-Frauenkirche).
Az alsó város központjában építették fel az első Városházát, amely azonban már 1305-ben leégett, majd az 1442-ben felépült második is a tűz martaléka lett 1538-ban. Ennek újjáépítését 1585-ben fejezték be, ekkor került rá szép, reneszánsz oromzata.
Az új piactérről indulva érhető el a Nikolaiplatz, ahol 1888-ig állt az 1270-ből származó Nikolaikirche (Miklós templom); melyet azonban ekkor le kellett bontani. Nagyszerű, 1519-ből származó késő gótikus szárnyasoltárát a Szent Kereszt templomban (Heiliges-Kreuz-Friedhofkirche) helyezték el.

## Nevezetességek
- Városháza
- Miklós templom
- Szent Kereszt templom
- Fürstenschule St. Augustin - Móriczválasztófejedelem alapította 1550-ben és az 1290-ben itt letelepedett Ágoston-rendi szerzetesek kolostorához csatolta. Az egykori kolostorból csak egyhajós temploma maradt fenn, majd a 15. században átépítették. A most látható templom nagyrészt ennek gótikus stílusát tükrözi.
- Helytörténeti múzeum - különösen figyelemre méltó ős- és várostörténeti, valamint néprajzi gyűjteménye.
- Kastély - Grimma kastélya az Óváros  északkeleti sarkában található. Eredete az 1200-as évekre vezethető vissza. Egykor a meisseni őrgróf helytartóinak székhelye voolt.

## Galéria

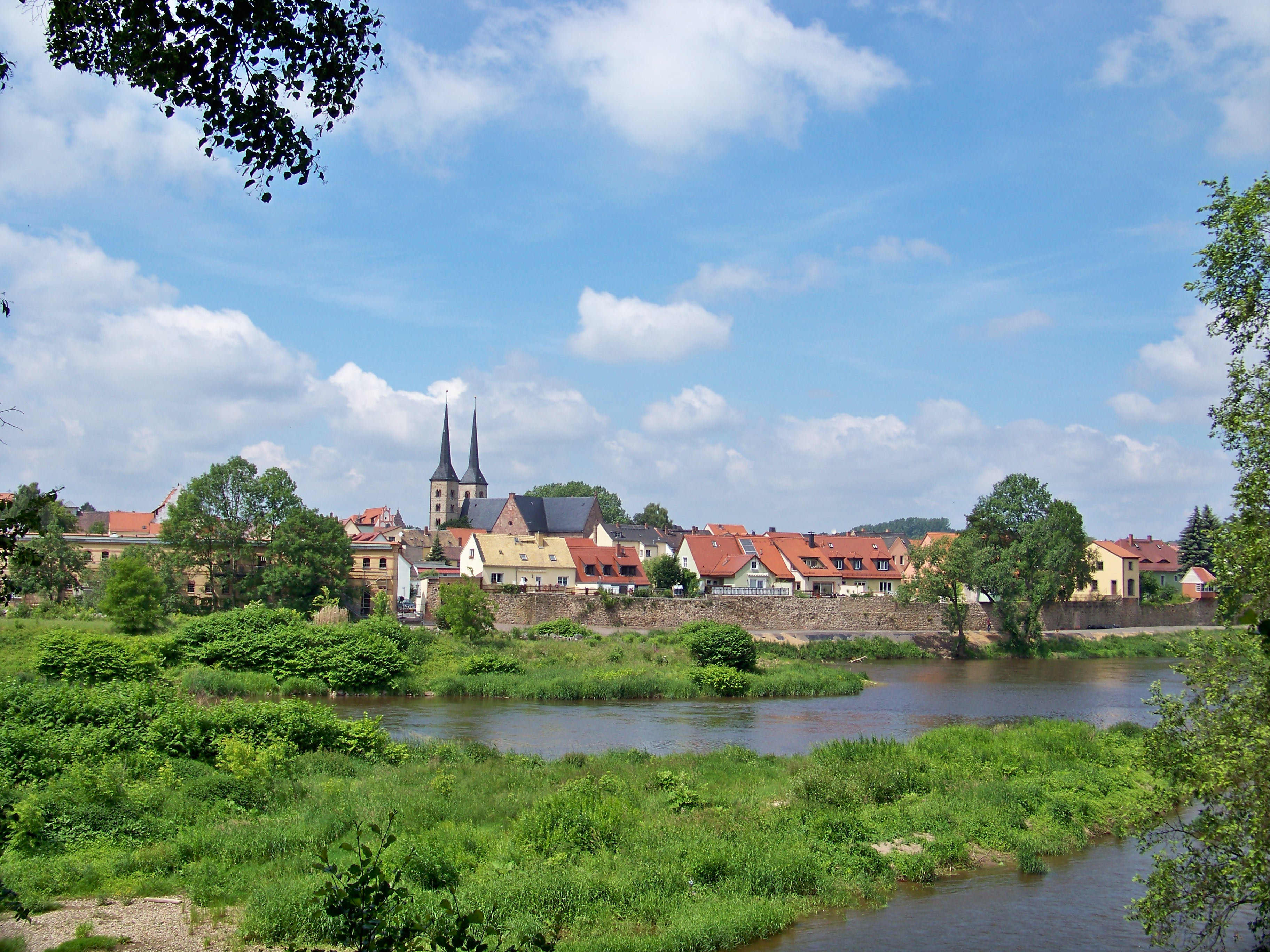
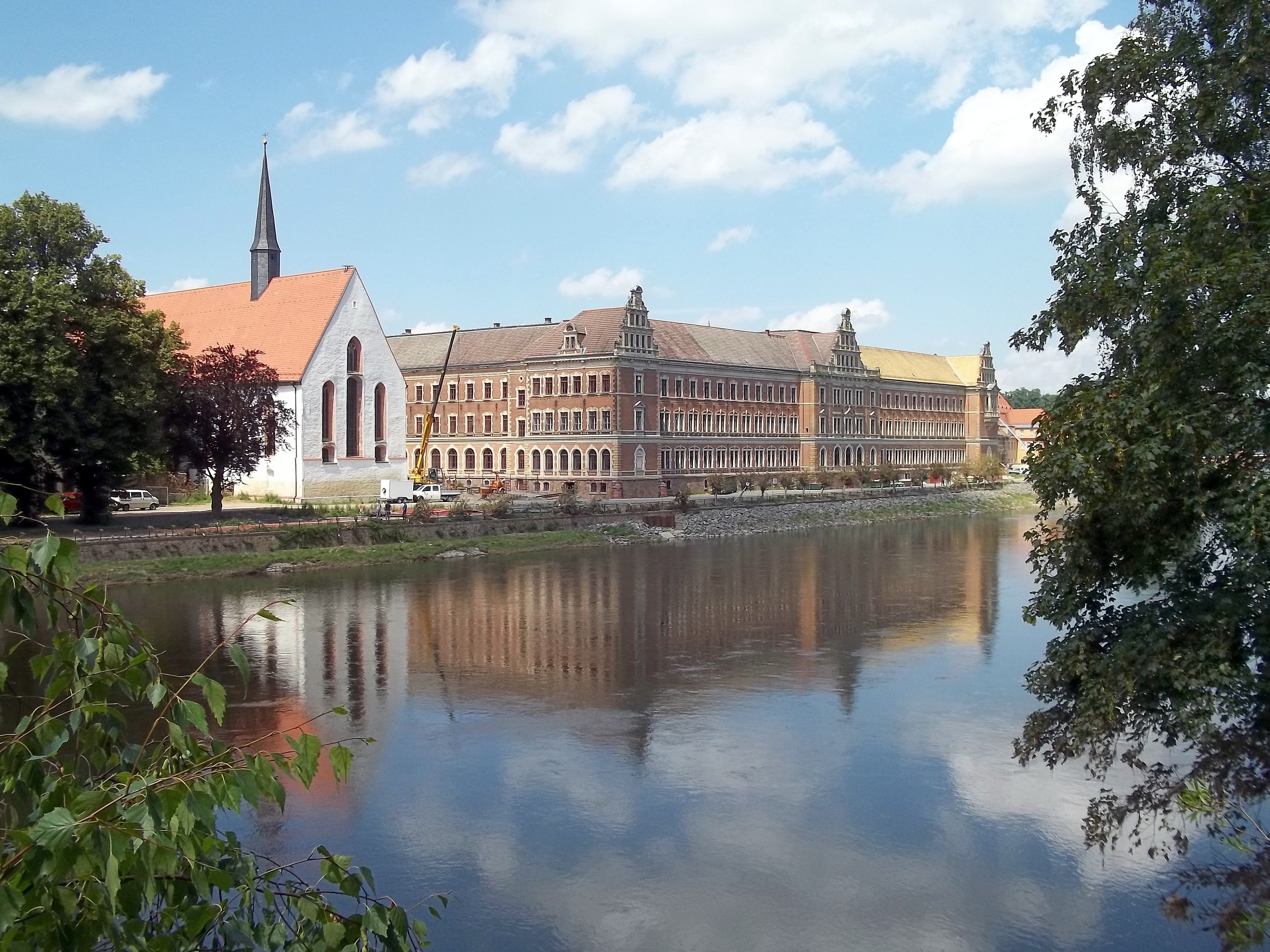
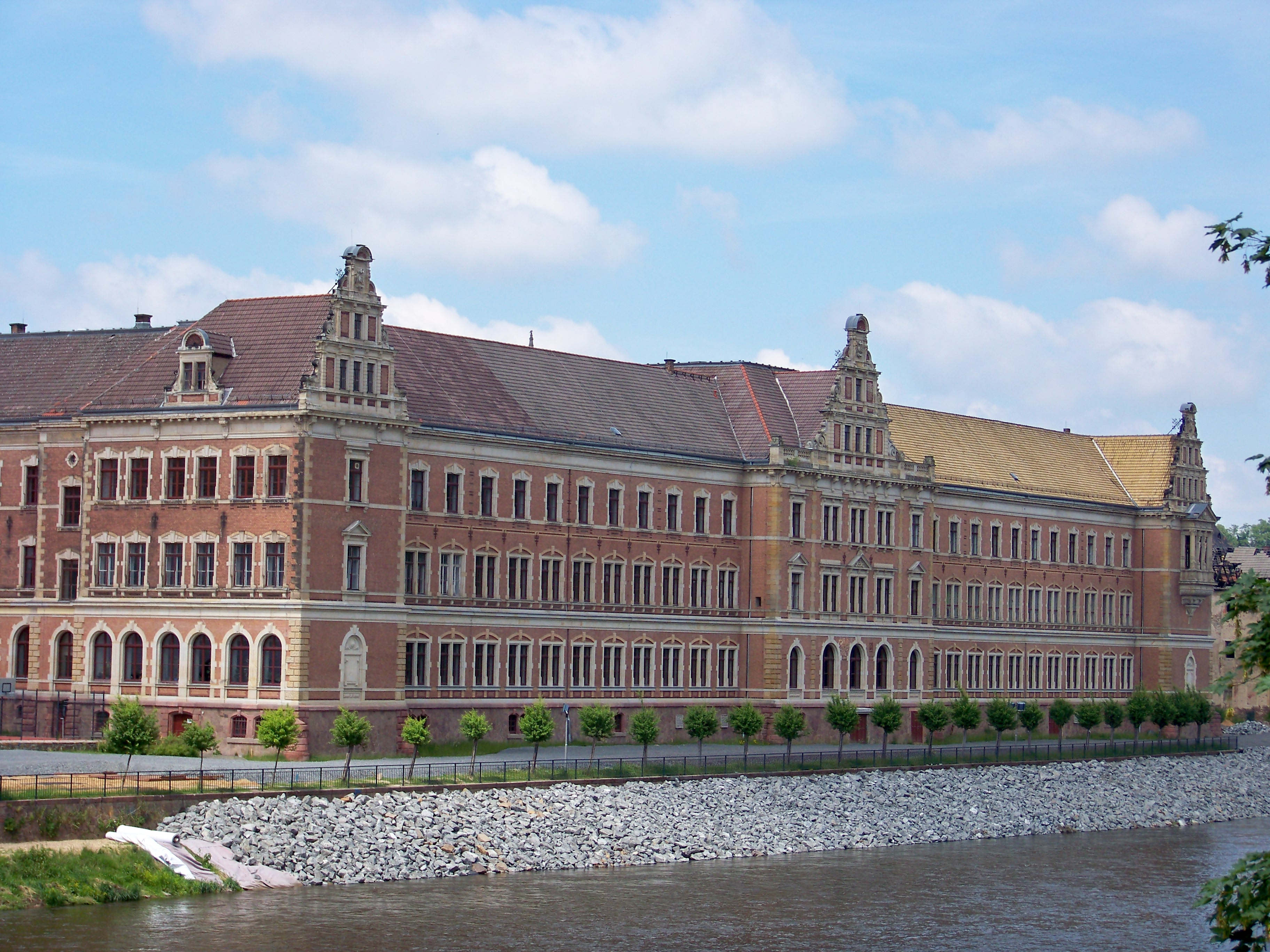
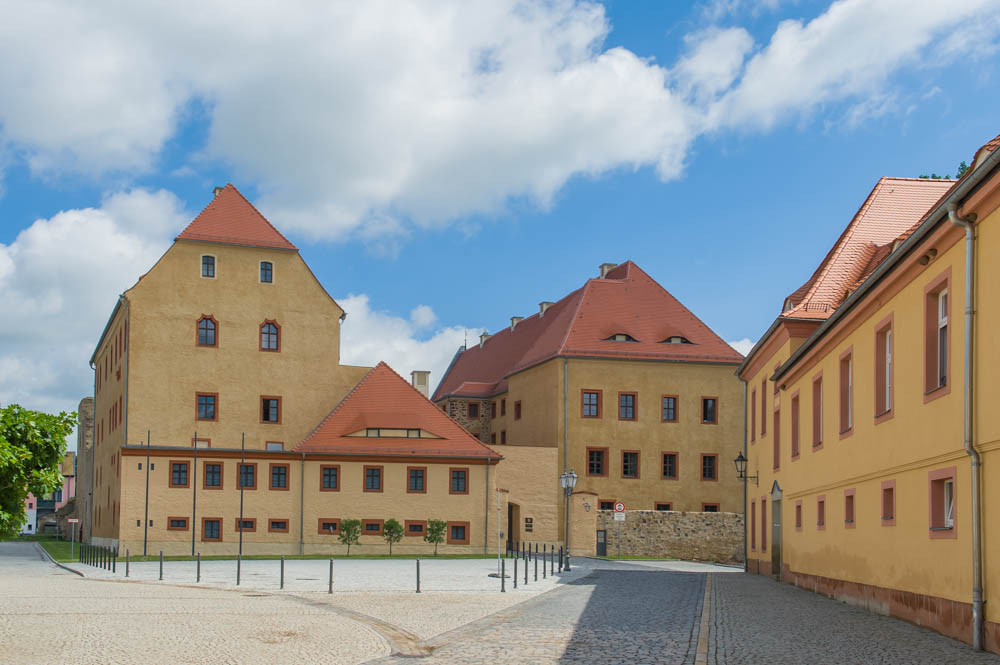
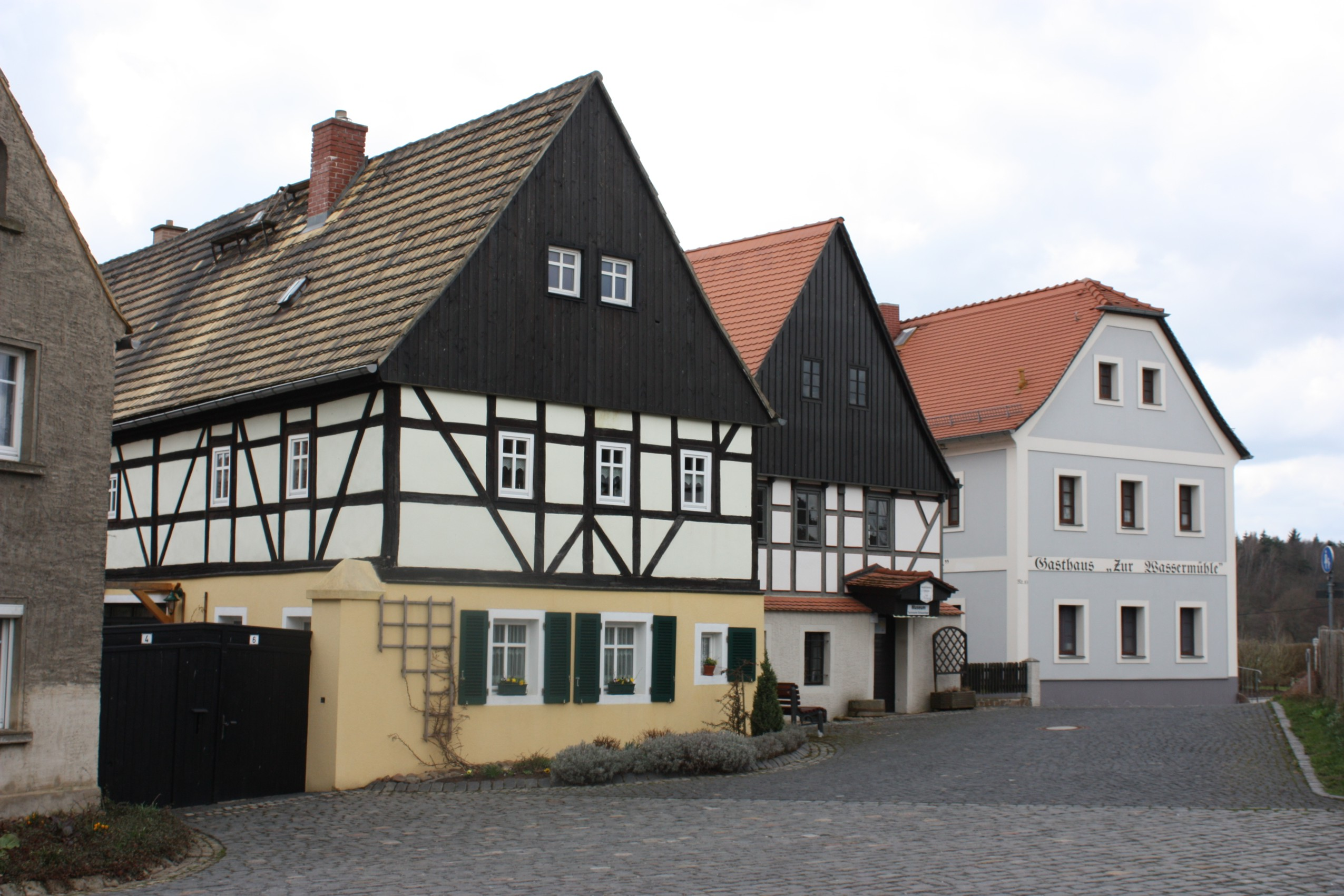
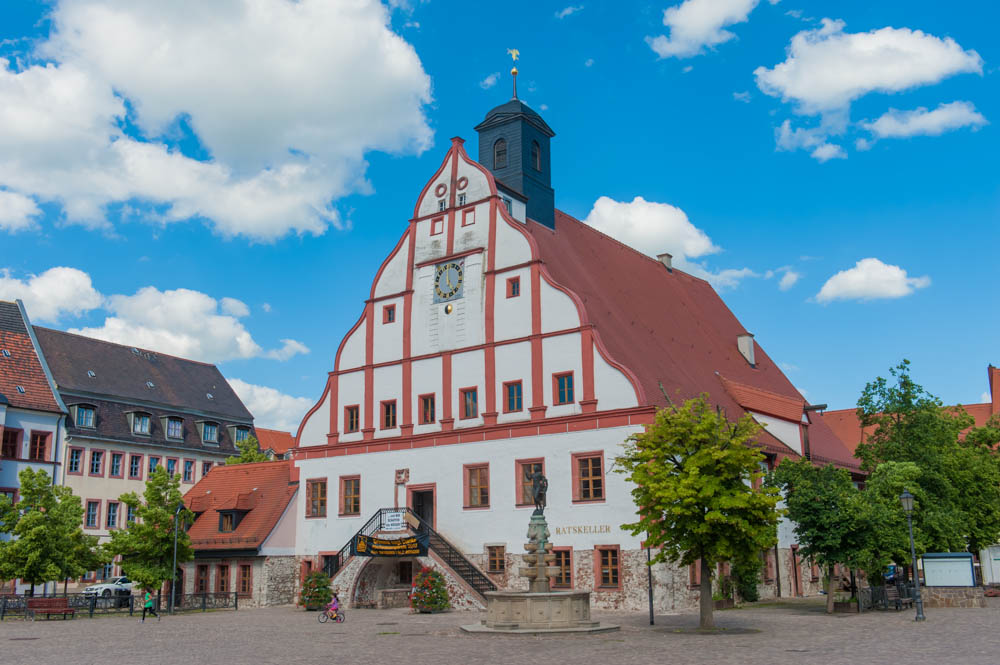
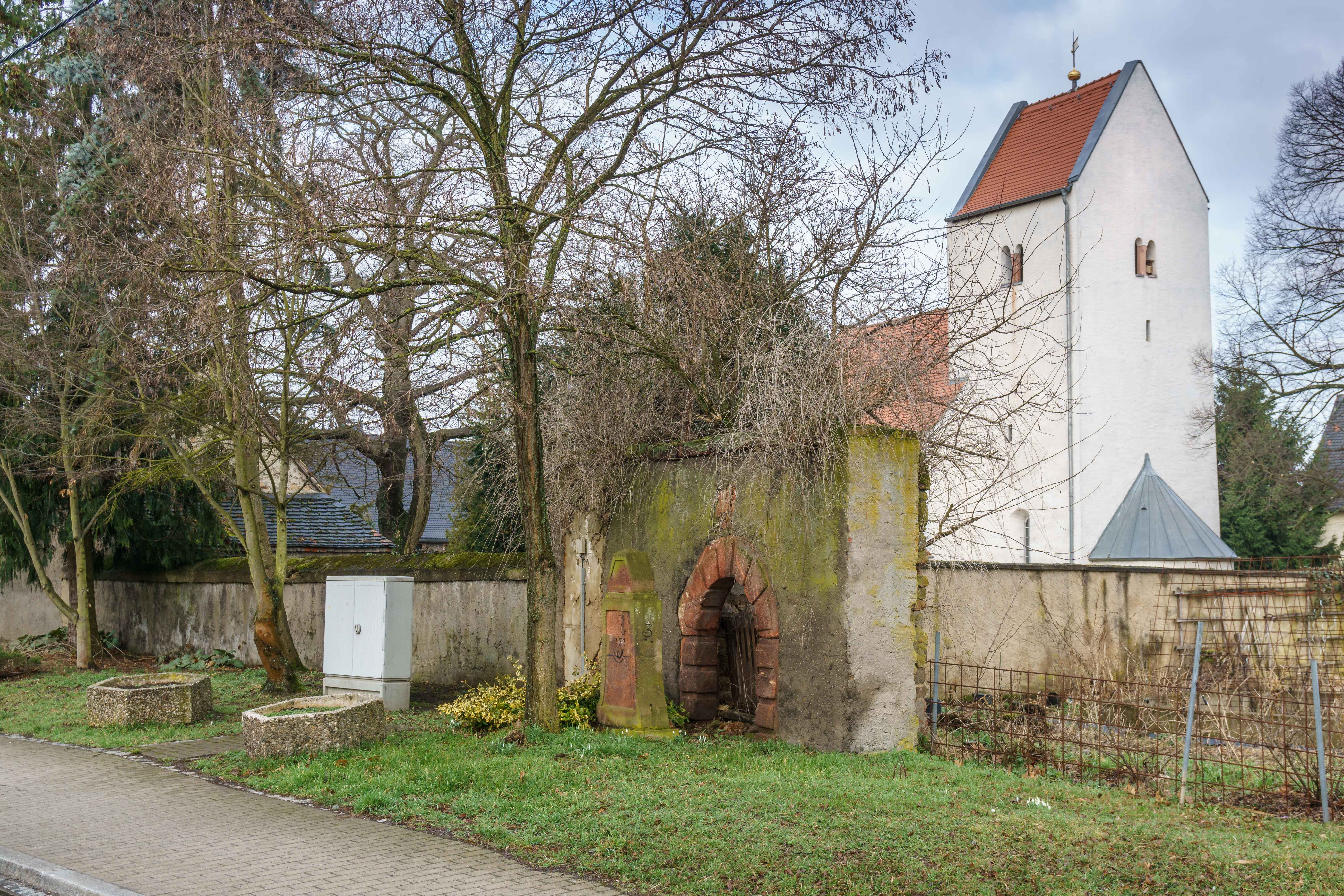
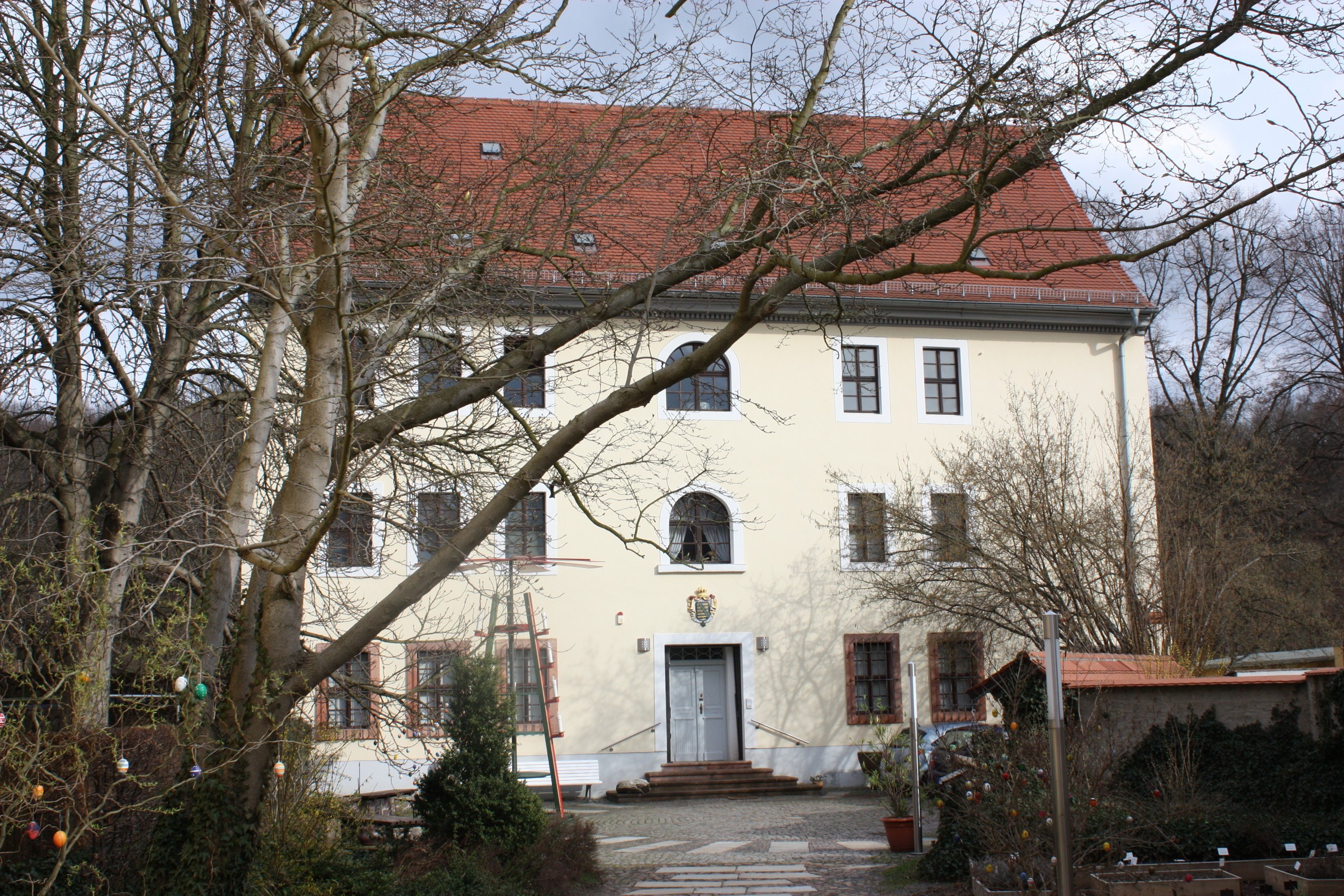
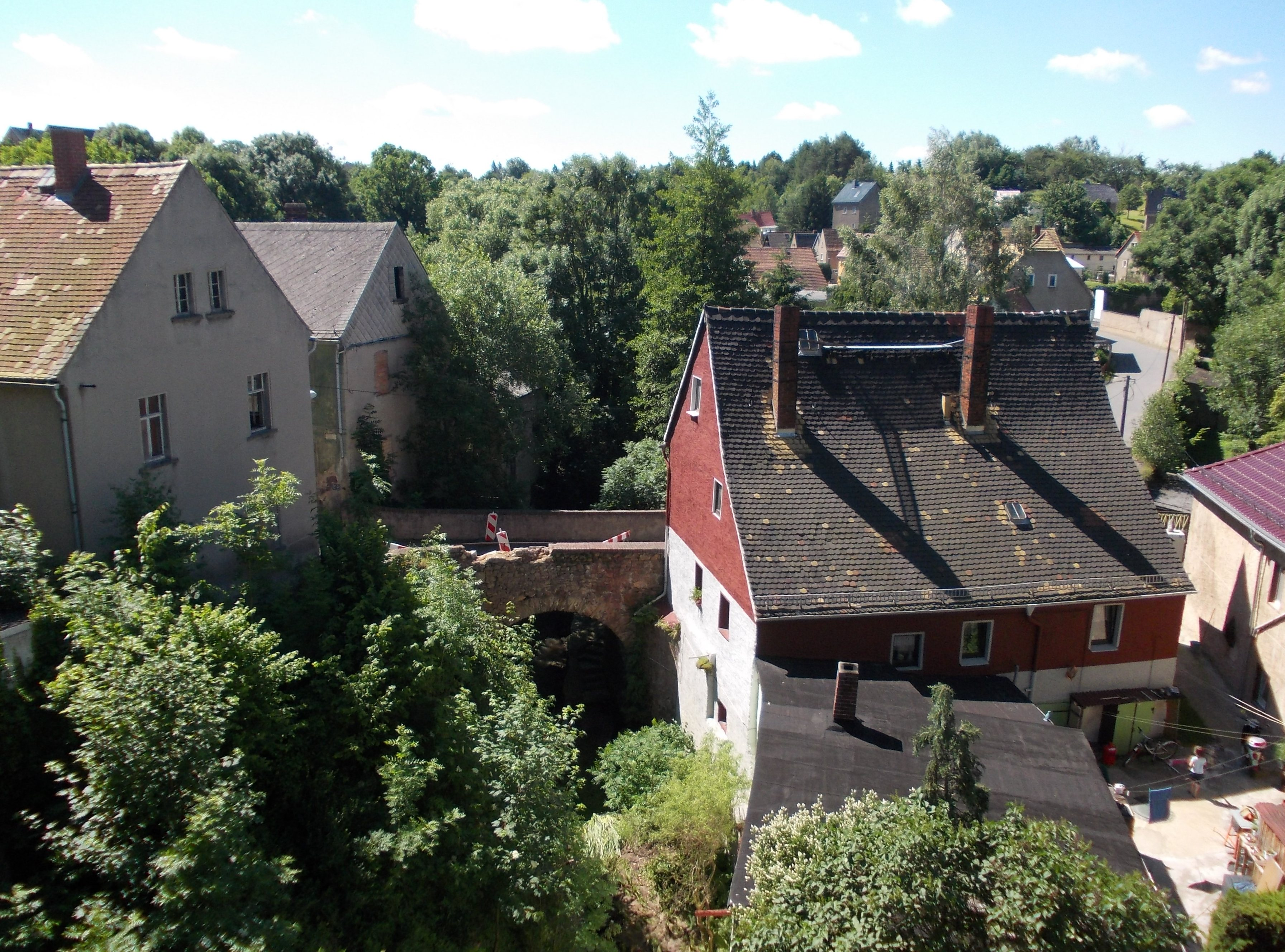
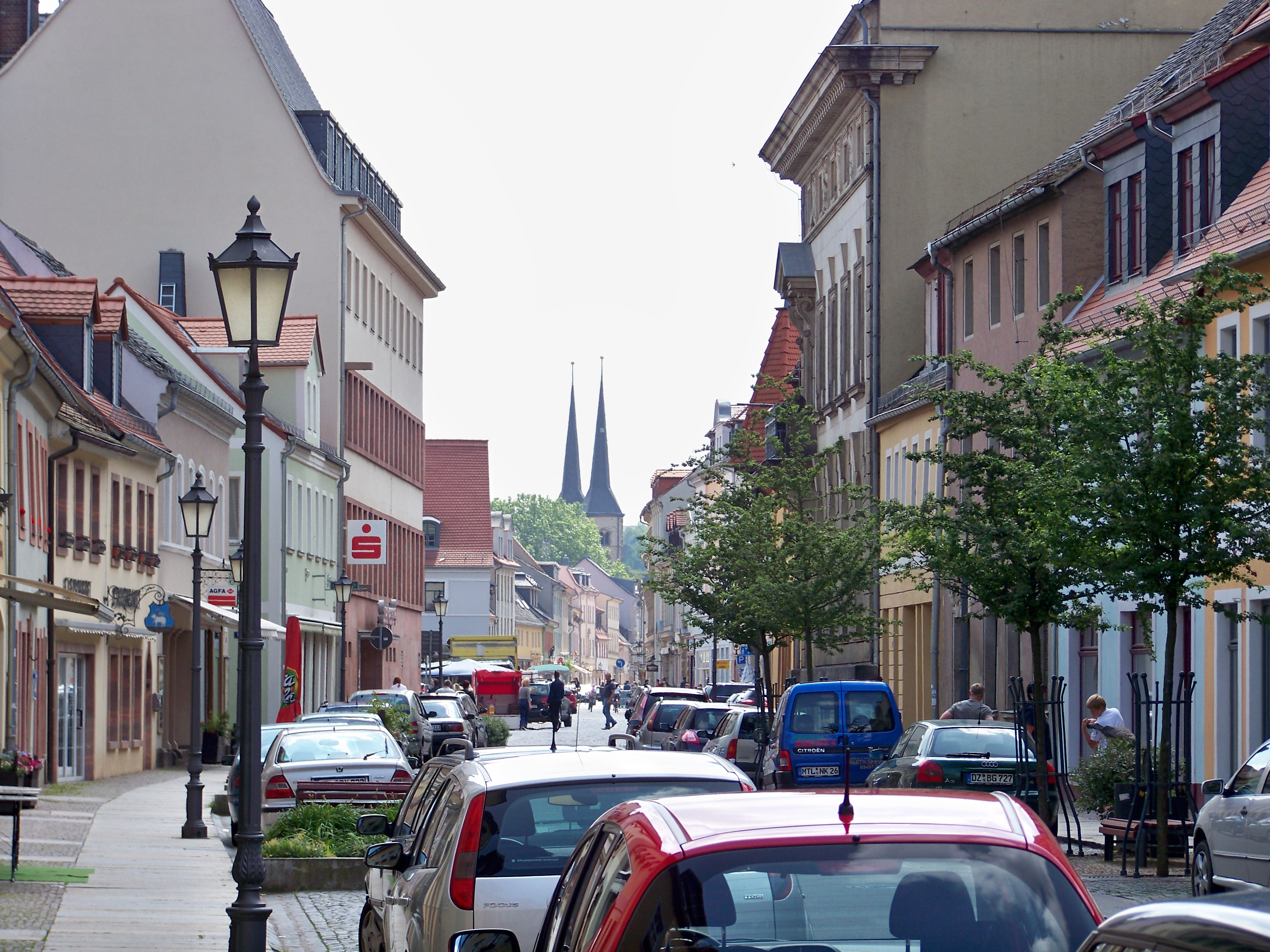
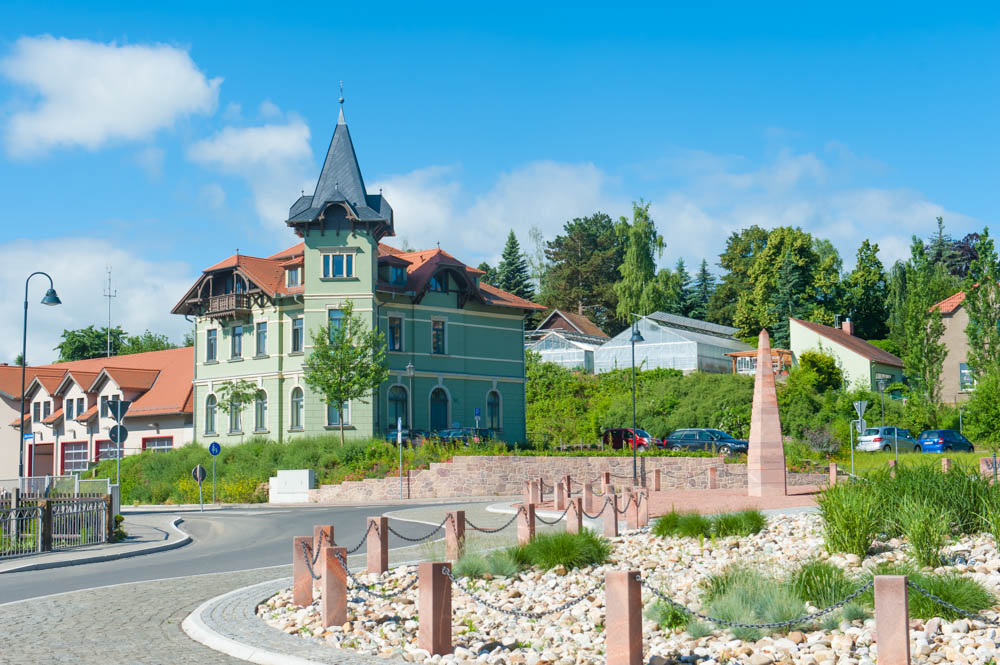
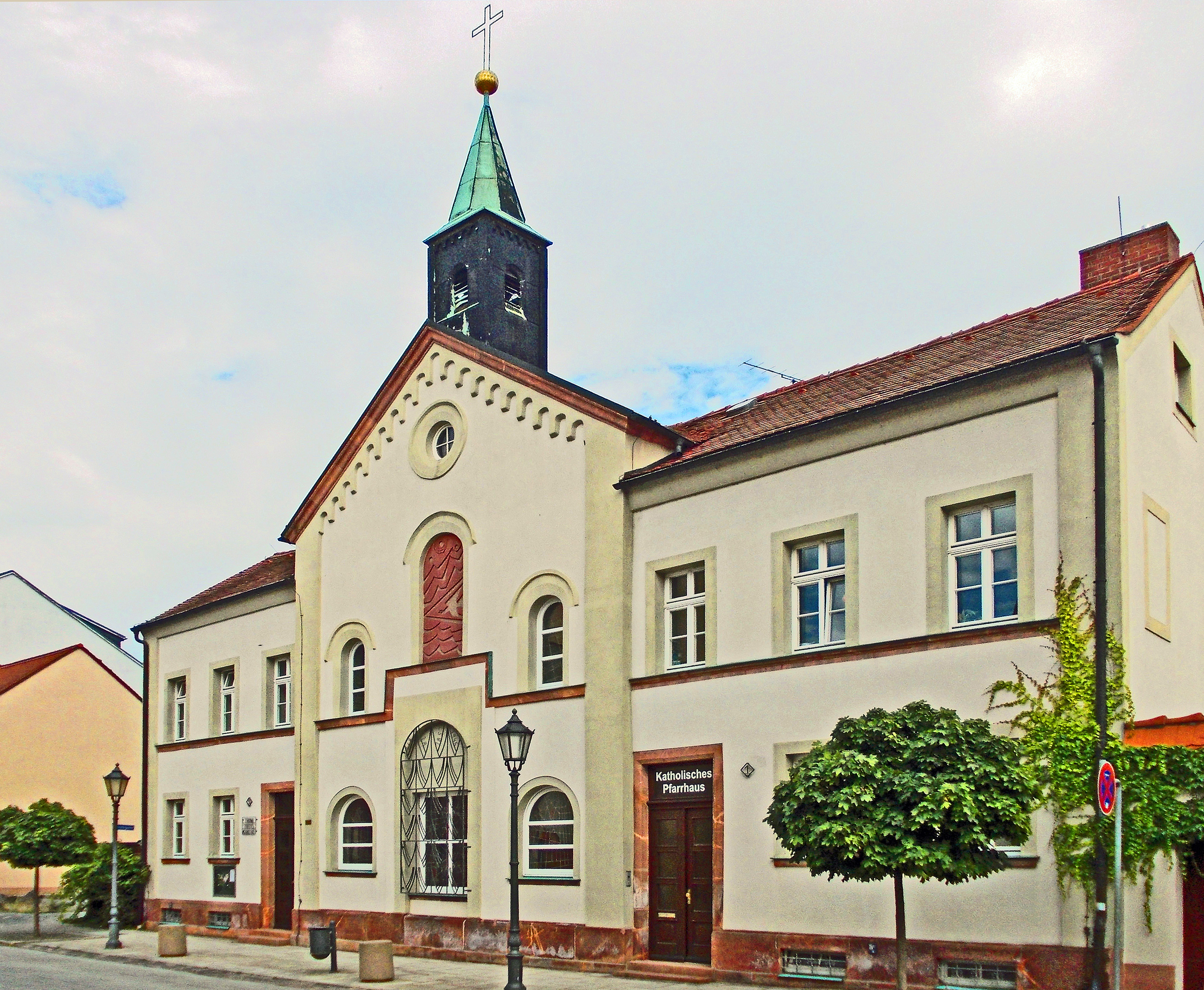
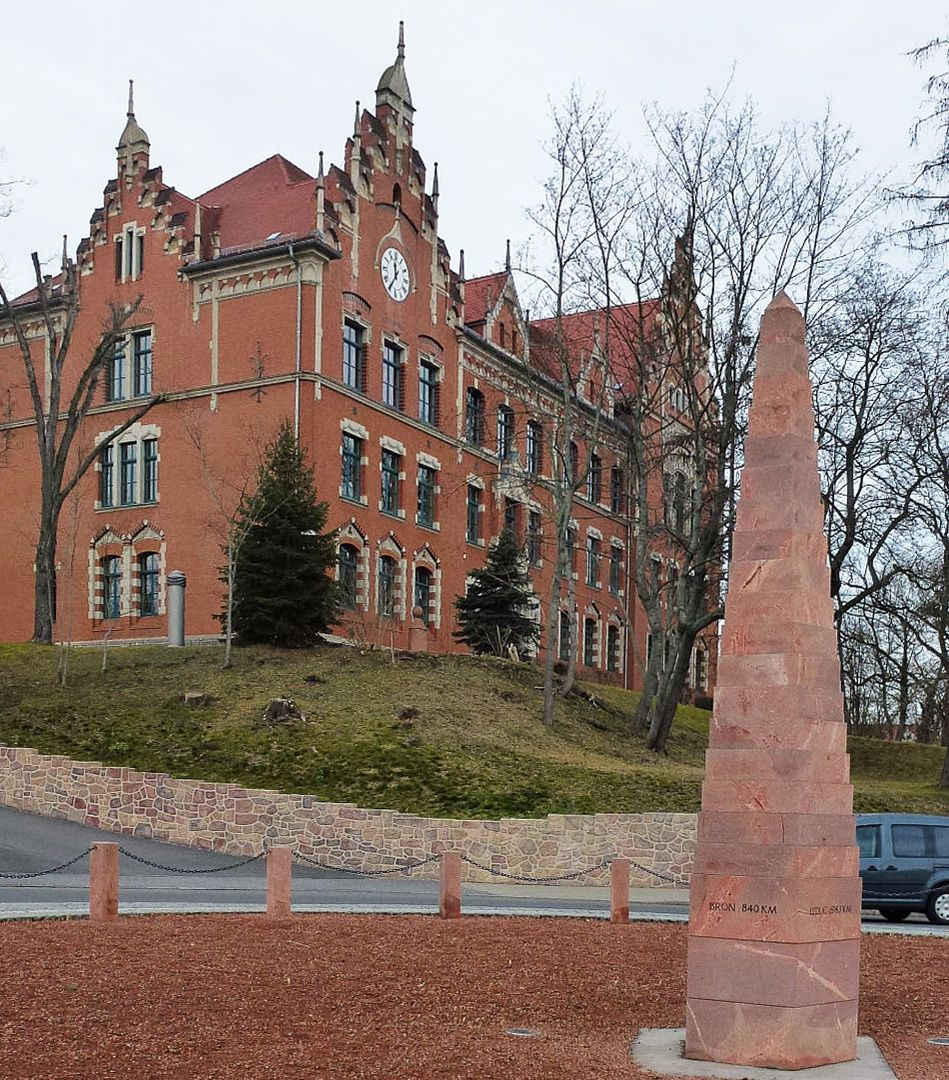
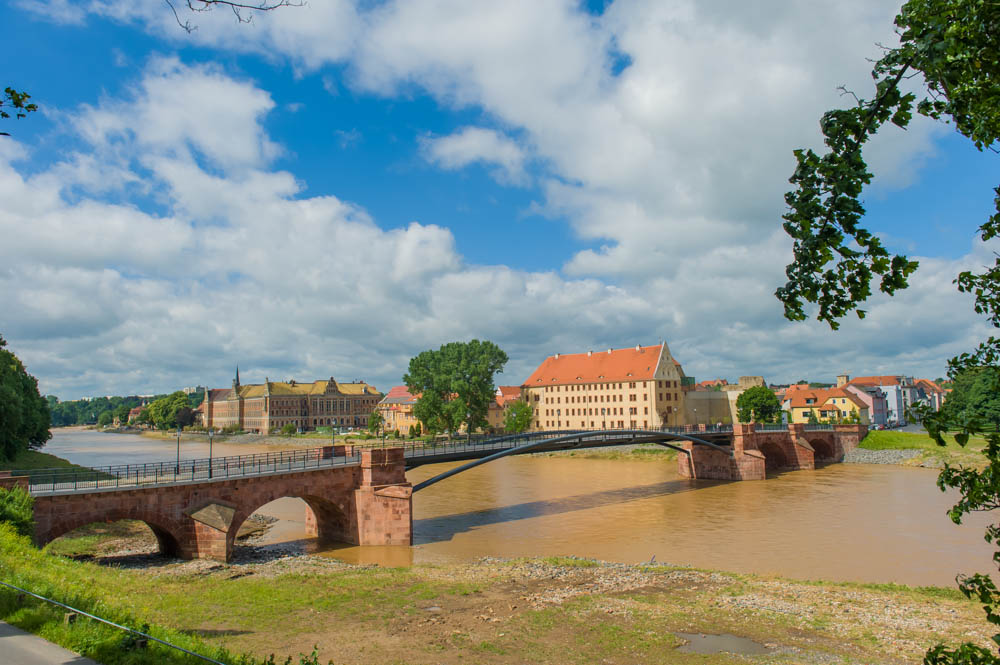
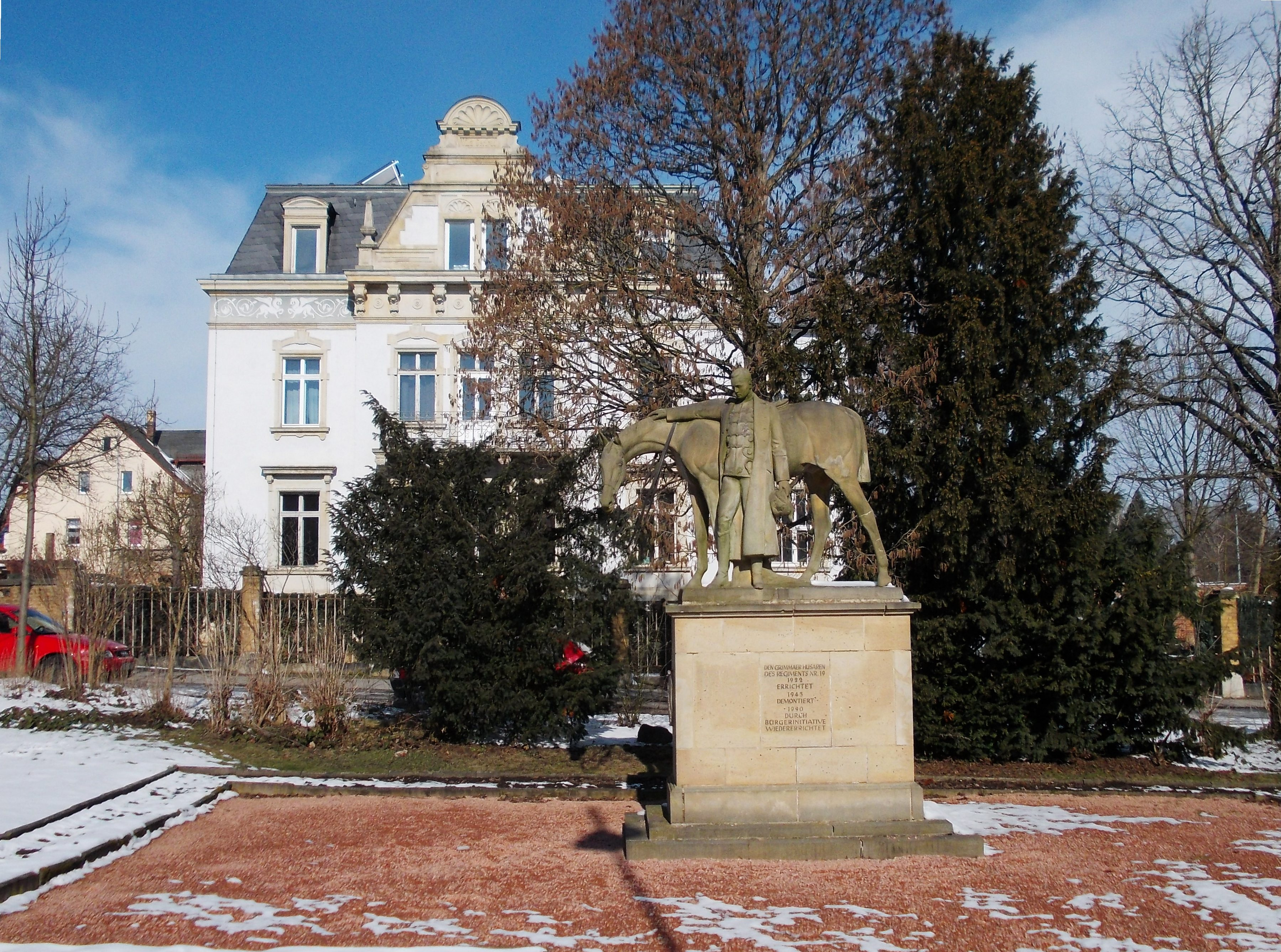
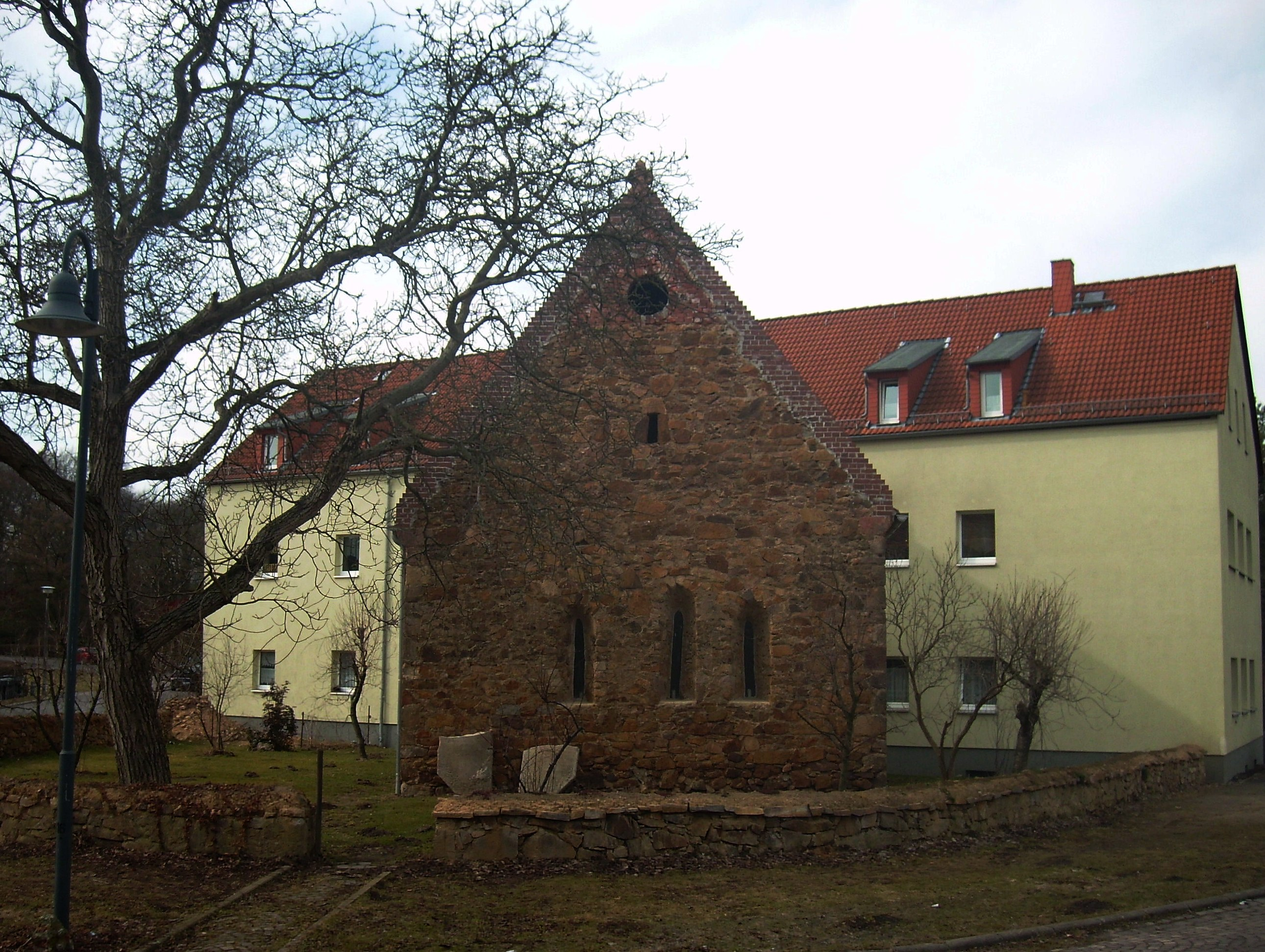

## Népesség
A település népességének változása:
| Lakosok száma | 28 480 | 28 153 | 28 180 | 28 054 | 28 205 | 28 269 |
|               | 2015   | 2017   | 2019   | 2021   | 2022   | 2023   |